# Erling Valldeby
Ivar Erling Valldeby, född 1899 i Kristiania (nuvarande Oslo), död 1973, var en norsk-svensk bildhuggare. 
Han var utbildad till skulptör och bildhuggare på Valands konstskola och i Paris. Valldeby har bland annat utfört predikstolen i Vänersnäs kyrka, dopfunten i Sävedalens kyrka samt ett rosenprytt träkors i ek i Sankt Pauli kyrka, Göteborg. Han inriktade sig på skulpturer och reliefer med mytologiska eller bibliska motiv samt små trädgårdsskulpturer utförda i trä eller sten.  